# Еріх Латтманн
Еріх Латтманн (нім. Erich Lattmann; 11 грудня 1894, Гослар — 11 вересня 1984, Кассель) — німецький юрист, доктор права (1930), штурмбанфюрер СА, генерал-суддя вермахту (1 травня 1944).

## Біографія
20 березня 1912 року вступив в 78-й піхотний полк, потім служив в 167-му піхотному полку. Учасник Першої світової війни. В 1918 році взятий в полон британськими військами. 31 березня 1920 року звільнений. В 1927/30 роках вивчав право в Геттінгенському університеті. З 1 липня 1930 року працював в суді Геттінгена, потім — у вищому районному суді Целле. З листопада 1933 по 1934 рік пройшов підготовку адвоката в нацистському навчальному таборі Ганса Керрля.
В 1934 році вступив в судову службу рейхсверу і призначений суддею в 3-му військовому окрузі. З 1 березня 1934 року — суддя 1-ї, потім — 3-ї, з 1 жовтня 1934 року — знову 1-ї, з 15 жовтня 1934 року — 22-ї дивізії. 1 жовтня 1936 року переведений у правовий відділ Імперського військового міністерства. З 1 лютого 1937 року — суддя 1-го військового округу. 4 лютого 1938 року відряджений в ОКГ.
З 26 серпня 1939 року — директор відділу польового правосуддя, з 1939 року — групи правової системи при генерал-квартирмейстері ОКГ. З 1 листопада 1942 року — суддя Імперського військового суду. 2 травня 1945 року взятий в полон американськими військами. 9 травня 1947 року звільнений.
В 1947/72 роках — старший управлінський суддя в Клаусталі-Целлерфельді. В грудні 1947 року виступав свідком на процесі над генерал-оберштабссуддею Рудольфом Леманном. В 1972 році міська прокуратура Касселя розпочала розслідування проти Латтманна. В грудні 1983 році справа була закрита, оскільки Латтманн не міг постати перед судом.

## Нагороди
- Залізний хрест 2-го класу
- Почесний хрест ветерана війни з мечами (1934)
- Медаль «За вислугу років у Вермахті»
  - 4-го і 3-го класу (12 років; 2 жовтня 1936) — отримав 3 нагороди одночасно.
  - 2-го класу (18 років)
- Хрест Воєнних заслуг 2-го і 1-го класу з мечами